# 踊RI場
『踊RI場』（オドリバ）はテレビ東京系列で2012年10月7日から2013年3月31日まで日曜日18:30 - 19:00に放送されていたバラエティ番組。ストリートダンスをメインに取り扱った内容となっている。

## 概要
当時の体育新教育指導要領に「ダンス」が盛り込まれ、振興を目的とした小学生ダンス番組。

## 主な企画
踊RI場ダンスチャンプ
明日のダンススターを発掘する、日本一シンプルでシビアな視聴者参加型のダンスコンテスト。審査員が持つ「イケてないボタン」の合計が12個中5個以上になるとダンスが強制終了となり、最後まで踊りきれたらチャンプの称号が手に入る。
ヒットソングショー
各年のヒットソングを紹介して、その頃の思い出をゲストが語る。
ストリートダンス検定1級への道
オリラジ中田がトップダンサーSETOの指導のもと、本気でNSSAダンス検定のストリートダンス検定1級合格に挑む。中田敦彦、田中卓志、坂口杏里、なかやまきんに君、唯月ふうかが挑戦した。
ストダン先生
オリラジ藤森が昨今の幼稚園や小学校におけるダンス授業人気の活性化に鑑み、困っている教員を応援する企画。依頼を受けCRAZY SHIZUKAと共に学校を訪れヒップホップダンスを指導する。
踊RI場 瞬景
日本の原風景をバックに若手芸人の石田創（ワタナベエンターテインメント）、畑中しんじろう（よしもとクリエイティブ・エージェンシー）がストリートダンスを踊る。
ストリートダンス美少女図鑑
ストリートダンスに汗している美少女の中高生を紹介する。
踊RI場 Collection
番組おすすめのストリートダンスファッションを紹介する。

## 出演者
MC
- オリエンタルラジオ（中田敦彦・藤森慎吾）
- KAREN（Happiness）
- KAEDE（Happiness）
- MORIYA

レギュラー審査員
- DOMINIQUE（WRECKING CREW ORCHESTRA） - ヒップホップ界の神
- SAWADA（WRECKING CREW ORCHESTRA）
- SETO（BE BOP CREW） - ロックダンスのカリスマ
- MIZUE（杏仁豆腐） - ストリートダンスコンテスト荒らし
- CRAZY SHIZUKA - マルチスタイルダンサー

瞬景の旅人
- 石田創（デルピエロ）
- 畑中しんじろう

芸能人ストリートダンス部
- なかやまきんに君
- 田中卓志（アンガールズ）
- 唯月ふうか
- 坂口杏里

ゲスト審査員
- YOU
- 浅香唯
- 井森美幸
- 生稲晃子
- スザンヌ
- 新田恵利
- 川畑要（CHEMISTRY）

ナレーター
- 浜田治貴

過去主演著名人
- 髙橋海人(King & Prince)

## ネット局
| 放送対象地域   | 放送局         | 系列                          | 放送期間                      | 放送日時           | 備考       |
| -------------- | -------------- | ----------------------------- | ----------------------------- | ------------------ | ---------- |
| 関東広域圏     | テレビ東京     | テレビ東京系列                | 2012年10月7日 - 2013年3月31日 | 日曜 18:30 - 19:00 | 制作局     |
| 北海道         | テレビ北海道   | テレビ東京系列                | 2012年10月7日 - 2013年3月31日 | 日曜 18:30 - 19:00 | 同時ネット |
| 愛知県         | テレビ愛知     | テレビ東京系列                | 2012年10月7日 - 2013年3月31日 | 日曜 18:30 - 19:00 | 同時ネット |
| 大阪府         | テレビ大阪     | テレビ東京系列                | 2012年10月7日 - 2013年3月31日 | 日曜 18:30 - 19:00 | 同時ネット |
| 岡山県・香川県 | テレビせとうち | テレビ東京系列                | 2012年10月7日 - 2013年3月31日 | 日曜 18:30 - 19:00 | 同時ネット |
| 福岡県         | TVQ九州放送    | テレビ東京系列                | 2012年10月7日 - 2013年3月31日 | 日曜 18:30 - 19:00 | 同時ネット |
| 日本全域       | BSジャパン     | テレビ東京系列 BSデジタル放送 | 2012年10月13日 - 2013年4月6日 | 土曜 18:30 - 19:00 | 6日遅れ    |

## スタッフ
- 企画：安齋進（小学館集英社プロダクション）
- 企画協力：日本ストリートダンススタジオ協会
- 構成：高野健生、鈴木功治
- 美術プロデューサー：栗田寛
- 美術進行：中里昭博
- TP：高瀬義美
- TD／SW：岩田一巳
- CAM：遠藤俊洋
- VE：高橋正直
- 音声：小清水健治
- 照明：三好裕治、三觜繁
- 編集：青柳香織
- MA：飯田太志
- 音響効果：太田光則
- ヘアメイク：石坂智子
- 美術協力：ル・オブジェ・アール・スタジオ、テルミック
- ロゴ・キャラデザイン：エサカマサミ、ブルズ・アイ
- CG：小学館ミュージック&デジタル エンタテイメント、ポリゴン・ピクチャーズ
- 技術協力：ニューテレス、FLT、テイクランド、ティ・ピー・ブレーン、フリーダム・オブ・ザック、麻布プラザ
- 宣伝：外池由美（テレビ東京）
- 企画プロデュース協力：朝倉雅彦（博報堂DYメディアパートナーズ）
- AP：荒井かおり
- ディレクター：樽見近工、大錦玄孝、高野徹、岡部剛、岸憲人、布施美那、金丸恵理子
- 総合演出：千葉隆弥
- プロデューサー：陳賛淑（テレビ東京）、神宮字真・佐藤麻夕美（小学館集英社プロダクション）、齋藤智礼（ダイナマイトレボリューションカンパニー）
- 制作協力：ダイナマイトレボリューションカンパニー
- 製作：テレビ東京、小学館集英社プロダクション